# Ignacio Rupérez
Ignacio Rupérez Rubio (Madrid, 17 de octubre de 1943-Madrid, 25 de diciembre de 2015) fue un diplomático y periodista español. Licenciado en Derecho y Periodismo, ingresó en 1980 en la carrera diplomática. Fue hermano del político del PP Javier Rupérez.

## Biografía
Antes de ser diplomático, trabajó como periodista de El País y ABC.
Estuvo destinado en las representaciones diplomáticas españolas en Egipto, Israel, Cuba, Ucrania e Irak. Ha sido subdirector general de Asia Continental, jefe de área de América del Norte y asesor en el Gabinete del Secretario de Estado de Asuntos Exteriores. En 2003 fue nombrado vicepresidente del Comité Hispano-Norteamericano; en junio de 2005, embajador de España en la República de Irak y, posteriormente, embajador de España en la República de Honduras.
"Producto de su voluntad son varios proyectos de cooperación financiera que ha permitido la ejecución de actividades y obras destinadas a fortalecer la acción del Estado de Honduras en favor, sobre todo, de los más necesitados. En su gestión se intensificó la actividad del Centro Cultural de España en Tegucigalpa, al frente del incansable Álvaro Ortega Santos; y, la Agencia Española de Cooperación Internacional, ha multiplicado los proyectos ofrecidos al país en los más diversos aspectos. Por ejemplo, la Academia Hondureña de la Lengua está coordinando una importante actividad destinada a la elaboración de un Diccionario de las lenguas de Honduras, obra que será de gran importancia para la comprensión e integración de las diversas étnicas que conforman la identidad nacional hondureña."
Fue Embajador en Misión Especial encargado de las Relaciones con las Comunidades y Organizaciones Musulmanas en el Exterior.

## Condecoraciones
Entre otras, fue galardonado con la Orden de Francisco Morazán en el Grado de “Gran Cruz Placa de Plata”.

## Producción literaria
- Artículos de Ignacio Rupérez en El País.
- Artículos de Ignacio Rupérez en El Huffington Post.
- El orientalismo en la pintura de Antonio Muñoz Degraín: The Jordan National Gallery of Fine Arts, Amman (Jordania) del 20 de enero al 27 de febrero 2000. Ignacio Rupérez & Ramón García Alcaraz. Generalitat Valenciana. Valencia, 1999.
- Prólogo a Días de guerra: Diario de Bagdad de  Ángeles Espinosa , Alberto Masegosa, Antonio Baquero, 2003.
- Daños colaterales: un español en el infierno iraquí. Editorial Planeta. 2008.
- Prólogo a Acercamiento a la cultura de Honduras por Luis Mariñas Otero. Centro Cultural de España en Tegucigalpa, 2010.
- Prólogo a Tegucigalpa por Rafael Trobat. Centro Cultural de España en Tegucigalpa, 2010.
- Prólogo Antiprólogo Oportuno e Impertinente a El golpe de Estado del 28 de Junio de 2009, el Patrimonio Cultural y la Identidad Nacional de Honduras Archivado el 4 de diciembre de 2015 en Wayback Machine. de Darío A. Euraque. San Pedro Sula, 2010.